# Glacensis Euregio
De Glacensis Euregio is een trans-nationale samenwerkingsstructuur (Euregio) die bestaat uit landen en hun bestuurlijke onderverdelingen die gelegen zijn in het gebied Tsjechië, Moravië en het historische graafschap Glatz in Polen. Het doel is de ontwikkeling van de vriendschap en economische banden tussen de Tsjechië en Polen en zal ook dienen om het culturele erfgoed van dit grensgebied te behouden. De Euregio werd op 5 december 1996 opgericht.
In maart 2011 zijn onderdeel van de Euregio:
- Polen
  - 32 Poolse gemeenten: Bielawa en Dzierżoniów in Powiat Dzierżoniowski, 14 gemeenten in Powiat Kłodzki, 6 gemeenten in Powiat Wałbrzyski, 6 gemeenten in Powiat Ząbkowicki en 4 gemeenten in Powiat Strzeliński
- Tsjechië
  - 84 Tsjechische steden en gemeenten in de districten: Okres Hradec Králové, Okres Trutnov, Okres Rychnov nad Kněžnou, Okres Náchod, Okres Ústí nad Orlicí, Okres Pardubice, Okres Svitavy, Okres Šumperk, Okres Semily, Okres Jeseník

De hoofdsteden van de Euregio zijn Kłodzko in Polen en Rychnov nad Kněžnou in Tsjechië.
De oppervlakte van het gebied bedraagt 5024,72 km² waarvan in Polen 3098,72 km² en in Tsjechië 1926 km². De bevolking in de Euregio omvat ongeveer 1.103.000 mensen bestaande uit 525.000 inwoners in Polen en 578.000 in Tsjechië.